# Хатанзейский, Андрей Гурьевич
Андрей Гурьевич Хатанзейский (23 октября 1923 — 14 февраля 1945) — командир отделения 341-го отдельного сапёрного батальона 233-й стрелковой дивизии 75-го стрелкового корпуса 57-й армии 3-го Украинского фронта, сержант. Герой Советского Союза.

## Биография
Родился 21 октября 1923 года в селе Мохча (ныне Ижемского района Республики Коми) в семье оленевода. Коми. Член ВКП(б) с 1944 года. Образование начальное. Работал оленеводом в родном колхозе.
В Красной Армии с 25 февраля 1942 года. Участник Великой Отечественной войны с сентября 1942 года. Сражался на Донском, Степном, 2-м и 3-м Украинских фронтах. Принимал участие в освобождении Украины, Молдавии, Болгарии, Югославии. Был четырежды ранен.
Командир отделения 341-го отдельного сапёрного батальона сержант Андрей Xатанзейский с группой сапёров на лёгкой лодке 6 ноября 1944 года переправился через Дунай в районе населённого пункта Ватина, разведал оборону и места возможной высадки десанта. Следующей ночью переправил 85 стрелков, 9 станковых пулемётов, 3 миномёта с расчётом, 46 ящиков боеприпасов. В боях за захваченный рубеж с 9 по 12 ноября 1944 года лично уничтожил около десяти гитлеровцев.
Указом Президиума Верховного Совета СССР от 24 марта 1945 года за образцовое выполнение боевых заданий командования на фронте борьбы с немецко-фашистскими захватчиками и проявленные при этом мужество и героизм, сержанту Хатанзейскому Андрею Гурьевичу присвоено звание Героя Советского Союза.
Хатанзейский погиб в боях 14 февраля 1945 года в районе озера Балатон на территории Венгрии. Похоронен в селе Кишланг, медье Фейер, Венгрия.
Награждён орденами Ленина, Красной Звезды, медалями.
На родине в селе Мохча установлен бюст Героя. В городе Печора именем Героя назван улица, установлена мемориальная доска.